# サマナ (オウム真理教)
サマナは、オウム真理教の出家信者のことである。「スタッフ」→「シッシャ」→「シャモン」→「サマナ」と名称が変っていった。

## 概要
オウム真理教では、既存の日本仏教に比べて出家に重きを置いていた。ステージを上げるには出家が必要不可欠とし、教団は信者のサマナ化を推し進めていた。1995年の時点で1400人ものサマナが存在していた。
出家時に、今まで持っていた財産を全て寄贈することが義務付けられた。強引な方法で出家させたり、お布施の強要をしたことから、信者の家族の反発を買い、社会問題となった。
サマナには教団の階級が与えられ、修行の励行だけでなく「ワーク」と称する労役に服する義務を有した。ワークには、教団の運営に携わる業務だけでなく、マハーポーシャなどの関連企業の営業活動も含まれた。非合法活動のことを「裏ワーク」といった。
グルが一定の要件を認めた場合、ホーリーネームが与えられる。
この出家制度の大部分はオウム教団の前身団体である「オウム神仙の会」において、出家制度を創設したいと考えていた麻原彰晃が宗教経験豊富なある信者に相談したことがきっかけとなった。出家制度を具現化したこの信者は当初、過去の経験から出家制度に反対し在家中心の仕組みを望んでいたが、出家制度を望む石井久子や杉本繁郎らの意見を反映させた結果、この信者が過去に在籍した宗教団体の経験を生かして1986年9月に発足させたものである。
この信者によると、全財産寄贈は出家して修行する際に苦しくて簡単に逃げる場所を無くして修行に専念するためという（この信者は1986年に「オウム神仙の会」に入信したが、1987年に脱会した。また、この信者は1997年6月19日宮前一明公判で匿名という条件であるが一度だけ証人出廷して証言している）。

## 出家手続
サマナになるために、幾つかの書類を作成する必要があった。
1. 「布施リスト」作成
金銭・有価証券・貴金属・家具・衣類など全ての所有物のリストを作成し、教団に提出した。これらの所有物は全て教団に寄贈しなければならない。
2. 「遺言状」作成
出家後に事故等に遭っても、責任は全て自分にある旨の誓約をし、死亡後の葬儀は麻原彰晃に一任する旨の「遺言状」を書かされた。これにより、教団内で発生した殺人や事故死が隠蔽されることになった[1]。

## 戒律
仏教における十善戒との共通点が多いが、「意業」の不慳貪・不瞋恚・不邪見が不愛著・不邪悪心・不迷妄に置き換えられている。また不悪口は本来の「ふあっく」ではなく「ふあっこう」と読む。
1. 不殺生：殺生をしてはならない。
2. 不偸盗：人の物を盗んではならない。
3. 不邪淫：配偶者以外と淫らな行為（性行為やオナニー等）をしてはならない。
4. 不妄語：嘘をついてはならない。
5. 不綺語：意味のない飾り立てた言葉を話してはならない。
6. 不悪口：悪口を言ってはならない。
7. 不両舌：中傷してはならない。
8. 不愛著：俗世に未練を感じたりしてはならない。
9. 不邪悪心：怒りの感情を持ってはならない。
10. 不迷妄：教義に疑問を持ってはならない。

## 業財
サマナには、「お布施の功徳を積ませる」という名目で「業財」という手当が支給された。この手当で身の回りの日常雑貨を購入したりした。名目どおりに、お布施することもできる。当初は3万円であったが、最終的には8千円（帰依マントラ30万回を終了していない者は7千円、出家半年未満のサマナ見習は3千円）に減額された。